# Врбичє
Врбичє (словен. Vrbičje) — поселення в общині Гросуплє, Осреднєсловенський регіон, Словенія. Висота над рівнем моря: 392,3 м.